# (12576) Oresme
(12576) Oresme est un astéroïde de la ceinture principale.

## Description
(12576) Oresme est un astéroïde de la ceinture principale. Il fut découvert par Paul G. Comba le 5 septembre 1999 à Prescott. Il présente une orbite caractérisée par un demi-grand axe de 2,63 UA, une excentricité de 0,069 et une inclinaison de 3,94° par rapport à l'écliptique.
Il fut nommé en hommage à Nicole Oresme (1323-1382), évêque de Lisieux qui fut également économiste, mathématicien, physicien, astronome, philosophe, psychologue, théoricien de la musique, théologien et traducteur français.

## Compléments